# Juan Francisco Ortiz
 (septembre 2012).
Juan Francisco Ortiz est un guitariste et compositeur franco-espagnol né le 11 septembre 1947. Professeur certifié « hors classe » de guitare au CNR de Perpignan.

## Biographie
Il étudie avec Ramon Cueto, Ida Presti et Alexandre Lagoya et Andrés Segovia entre autres. Développe depuis une vingtaine d’années une carrière internationale qui le mène dans de nombreux pays : États-Unis, Russie, Espagne, Costa Rica (qui le nomme membre honoraire de la Sociedad Guitarrística Costarricense et lui décerne la distinction "Honor al Mérito" en 1988), Argentine (Citoyen d’Honneur de San Ignacio), Honduras (Citoyen d’Honneur de San Pedro Sula), Salvador, Chili, Mexique, Brésil, Pérou, Turquie, Pologne, Yougoslavie, Biélorussie, Bulgarie, Roumanie, Allemagne, Italie, Suisse, Maroc, Algérie, Finlande…
Il joue dans les maisons natales de Claude Debussy à Saint Germain en Laye, Miguel Hernandez à Orihuela, Federico Garcia Lorca à Fuentes Vaqueros, au musée Andrès Segovia de Linares (Espagne). Dans la maison de Georges Enesco à Tescani (Roumanie). Au musée Heitor Villa Lobos de Rio de Janeiro (Brésil). Invité par la Fondation Barrios Mangoré il joue au théâtre national de San Salvador (Salvador) devant deux élèves du maître paraguayen.
Il crée en 1974 le stage des « Guitares en Saubestre » qui se prolonge en Alsace et continue actuellement en Andalousie avec el « Curso Internacional del Condado ».
Sa discographie comprend actuellement six CD de musique inédite, sortant de l’oublie des compositeurs : François de Fossa – l’œuvre pour guitare seule ; Maestro Antonio J.Manjón ; Amigos… ; La guitarra Española de Juan Parga et La Guitarra de Garcia Lorca et Tangos de la Guardia Vieja y Prostibularios…
Membre du jury du concours Vicente Ascenció à Valencia, du concours Andrès Segovia à Linares, il est nommé président du jury du concours Luis Milan à l’Olleria en Espagne et du concours national de Pachuca au Mexique.

## Festivals et salles prestigieuses
Invité entre autres aux festivals de Kaluga, Tula et Moscou (Russie), Lima (Pérou), Sainz de la Maza à Burgos, Andrès Segovia à Linares (Espagne), Gomel (Belarus), Velingrad (Bulgarie), Morelia (Mexique), Buenos Aires (Argentine) Cagliari (Italie)…
Il joue entre autres dans des salles prestigieuses comme la salle Pollini à Padoue (Italie), l’Ateneu de Bucarest (Roumanie), l’Auditorium de Radio Alger (Algérie), le théâtre du Lucernaire à Paris, l’Anteneo de Madrid (Espagne), etc.

## Récompenses
Nommé chevalier de l’ordre des Palmes académiques en janvier 1985, en mai 2001, il est récompensé par la médaille d’argent de l’Académie des Arts-Sciences-Lettres et, en septembre, il est décoré de la Croix d’argent du Mérite et Dévouement français. En 2003, il obtient pour son travail la récompense "21st Century Award of Achievement" de l’Université de Cambridge (Angleterre).

## Discographie
- La Guitare Classique au 20° Siècle
- Musique latino-américaine pour guitare
- François de Fossa - l'Œuvre pour guitare seule
- Maestro Antonio Jimenez Manjón
- Amigos...
- La Guitarra de Garcia Lorca
- Guitarra Española - Juan Parga
- Tangos